# Caroline Evers-Swindell
Caroline Frances Evers-Swindell, verheiratete Caroline Meyer, (* 10. Oktober 1978 in Hastings) ist eine ehemalige neuseeländische Ruderin. Sie bestritt zusammen mit ihrer eineiigen Zwillingsschwester Georgina Rennen in der Wettbewerbsklasse Doppelzweier.
2001 gewann sie bei den Ruder-Weltmeisterschaften in Luzern je einmal Silber mit dem Doppelzweier und dem Doppelvierer. Zusammen mit ihrer Schwester gewann sie bei den Weltmeisterschaften 2002 in Sevilla und 2003 in Mailand die Goldmedaille im Doppelzweier. Ebenfalls mit ihrer Schwester wurde sie bei den Olympischen Spielen 2004 in Athen Olympiasiegerin.
Auf den erneuten Gewinn des Weltmeistertitels 2005 in Gifu folgten Bronze 2006 und Silber 2007. Bei den Olympischen Spielen 2008 in Peking lieferten sich die Schwestern ein knappes Duell mit den deutschen Annekatrin Thiele und Christiane Huth, mit einem Vorsprung von einer Hundertstelsekunde gewannen die beiden Neuseeländerinnen ihre zweite olympische Goldmedaille. Dies war die erste erfolgreiche olympische Titelverteidigung mit dem Doppelzweier bei den Frauen.
Im Oktober 2008 erklärten sie und ihre Schwester ihren Rücktritt vom Rudersport.
Vom Weltruderverband wurde sie 2016 gemeinsam mit ihrer Schwester Georgina mit der Thomas-Keller-Medaille ausgezeichnet.

## Persönliches
Im Dezember 2009 heiratete Evers-Swindell den ehemaligen Ruderweltmeister Carl Meyer.